# Physorrhynchus
Physorrhynchus é um género botânico pertencente à família Brassicaceae.